# Manai-Wasserfall
Der Manai-Wasserfall (japanisch 真名井の滝, Manai-no-taki) ist ein Wasserfall am Fluss Gokase in Takachiho in der Präfektur Miyazaki. Er hat eine Fallhöhe von 17 m und ist Teil der 1990 vom Umweltministerium aufgestellten Liste der Top-100-Wasserfälle Japans. Im Sommer ist der Bereich um den Wasserfall bis 22:00 Uhr beleuchtet. Ein Bootsverleih ermöglicht es zudem bis direkt zum Wasserfall zu rudern. Takachiho ist ein bedeutender Ort der japanischen Mythologie. So ist in der Nähe auch der Amanoiwato-Schrein gelegen, der Amaterasu, der wichtigsten Göttin des Shintō gewidmet ist.